# LaGrange (Géorgie)
Pour les articles homonymes, voir LaGrange.
La ville de LaGrange est le siège du comté de Troup, dans l’État de Géorgie, aux États-Unis.

## Démographie
| 1850  | 1870  | 1880  | 1890  | 1900  | 1910  |
| ----- | ----- | ----- | ----- | ----- | ----- |
| 1 523 | 2 053 | 2 295 | 3 090 | 4 274 | 5 587 |

| 1920   | 1930   | 1940   | 1950   | 1960   | 1970   |
| ------ | ------ | ------ | ------ | ------ | ------ |
| 17 038 | 20 131 | 21 983 | 25 025 | 23 632 | 23 301 |

| 1980   | 1990   | 2000   | 2010   | - | - |
| ------ | ------ | ------ | ------ | - | - |
| 24 204 | 25 597 | 25 998 | 29 588 | - | - |

Lors du recensement de 2020, sa population s’élevait à 30 858 habitants.

## Source
- (en) Cet article est partiellement ou en totalité issu de l’article de Wikipédia en anglais intitulé « LaGrange, Georgia » (voir la liste des auteurs).